# Xenia Dénikine
Xenia Vasilievna Denikina ou Xenia Dénikine (en russe : Ксе́ния Васи́льевна Дени́кина), née le 21 mars 1892 (2 avril dans le calendrier grégorien) à Biała Podlaska (Pologne) et morte le 2 mars 1973 à Louviers (France) est une experte, femme de lettres et conférencière russo-américaine. Elle est l'épouse du général russe Anton Dénikine, chef d'état-major dans les armées de la Russie impériale pendant la Première Guerre mondiale, commandant en chef de l'armée des volontaires pendant la guerre civile russe. Elle est également la mère de la journaliste et femme de lettres française Marina Grey.

## Présentation

### Famille
Xenia est la fille de Vassili Ivanovitch Tchije, ancien officier d'artillerie, fonctionnaire du fisc en Pologne pour le compte de l'Empereur de Russie Nicolas II, receveur des aides de Biała Podlaska, et d'Elisaveta Alexandrovna Toumskaïa, fille d'un haut magistrat, président des justices de paix, et d'une baronne balte issue de la maison des Enghelghardt. Parmi les invités à son baptême figure un jeune officier de vingt ans, Anton Dénikine, qui sera le futur époux de Xenia. Il fait sa demande en mariage en 1916, alors qu'il est déjà général, mais les événements liés à la Première Guerre mondiale et à la Révolution Bolchevique contraignent à reporter leur union au début de l'année 1918.
Le général Dénikine rêve d'avoir un fils. C'est une fille que lui donne sa jeune épouse, née à Krasnodar le 20 février 1919 et prénommée Marina. La défaite de l'armée des volontaires à Novorossisk au printemps 1920 pousse le général et sa famille à l'exil, tour à tour en Angleterre, Belgique et Hongrie, avant de s'établir en France dans la région parisienne au milieu des années 1920. C'est durant ces années d'exil que Xenia aide son mari à rédiger ses mémoires sur la guerre civile russe.

### Seconde Guerre mondiale
Au milieu du mois de mai 1940, devant l'avancée des troupes allemandes lors de la bataille de France, le général accompagné de sa femme fuit Bourg-la-Reine dans un taxi conduit par un de ses anciens officiers, le colonel Glotov, et gagne la localité de Mimizan, dans le département des Landes, où la famille trouve refuge pendant toute la période de l'Occupation. La commune, qui compte d'ordinaire à cette époque 2800 habitants, doit faire face à l'arrivée de 863 réfugiés auxquels s'ajouteront les soldats de l'armée allemande à compter du 28 juin 1940. Le général et sa femme logent jusqu'au 30 juin 1943 dans une baraque près du pont Rouge enjambant le courant de Mimizan, puis dans une maison en dur près de l'église du bourg et du bureau de poste du 1er juillet 1943 au 29 avril 1945.
Du 30 août 1940 au 27 avril 1945, Xenia tient un cahier dans lequel elle note au jour le jour sa vie quotidienne dans ce bourg côtier du sud ouest de la France, les manœuvres allemandes dans la commune concernée par le mur de l'Atlantique et son analyse des événements mondiaux à travers les informations captées sur son poste de TSF et sa lecture de la presse, en particulier La Petite Gironde, puis Sud Ouest à partir de septembre 1944. Polyglotte, elle parle couramment sept langues (le russe, le polonais, le français, l'allemand et l'anglais notamment), ce qui lui permet de recouper les informations diffusées par Radio Paris, Radio Londres ou Radio Moscou. Sa capacité à parler allemand fait d'elle un intermédiaire apprécié par la population locale auprès de l'Occupant. Sa connaissance de l'Union Soviétique, sa compréhension des informations reçues de l'étranger, sa culture politique et son sens de l'analyse lui donnent la qualité d'experte auprès de la population locale sur l'évolution du front russe et la bataille de Stalingrad. Le docteur C. ou le jeune B. sollicitent régulièrement son avis. Elle n'apprendra qu'en 1944 qu'ils sont résistants, membres des FFI.
Le 6 juillet 1941, Xenia note qu'elle a été arrêtée les jours précédents par les Allemands avec l'ensemble des réfugiés russes du département des Landes âgés de 14 à 65 ans, et emmenée à Mont-de-Marsan. Les douze personnes ainsi « internées », selon le vocable des Allemands, sont regroupées pendant douze jours à la Feldgendarmerie (installée 26 Boulevard de la République) pour y être interrogées à deux reprises. À chaque fois, les Allemands cherchent à déterminer qui est ukrainien. Xenia, étant la seule à parler allemand, sert d’interprète, et demande à ses compatriotes de ne pas se déclarer comme ukrainiens. Après son retour à Mimizan, les gendarmeries française et allemande contrôlent à tour de rôle sa présence à son domicile pour vérifier qu'elle ne s'est pas « échappée ». À partir d'octobre 1943, Xenia anime chez elle un cercle de soldats russes puis polonais portant l'uniforme allemand stationnés à Mimizan. Dès mars 1945, un éditeur new-yorkais propose au général de publier ses mémoires. Le contrat est signé le 4 avril 1945 et le couple quitte définitivement Mimizan le 29 avril 1945 d'abord pour Paris, avant de pouvoir embarquer pour les États-Unis où le général décède le 7 août 1947. Elle recueille ses dernières paroles : « Je ne verrai jamais la résurrection de la Russie ».

### Carrière
Xenia Dénekine devient pendant vingt ans attachée au département slave de l'université Columbia à New York. Elle anime des cercles russes aux Etats-Unis et publie de nombreuses études dans la presse. Elle est en outre une conférencière remarquée.
Elle rejoint sa fille en France en 1971 et décède à Louviers le 2 mars 1973. Elle est inhumée dans le cimetière russe de Sainte-Geneviève-des-Bois. Après son décès, sa fille traduit en français les notes prises par sa mère à Mimizan durant l'occupation. Elle en fait un livre qu'elle publie en 1976 sous le titre Mimizan-sur-Guerre, Le Journal de ma mère sous l'Occupation, préfacé par l'académicien Alain Decaux.
Selon le souhait exprimé par Marina Grey et sur accord du président russe Vladimir Poutine, les restes du général Dénikine sont rapatriés des Etats-Unis et ceux de sa femme Xenia de France vers la Russie pour y être enterrés côte à côte avec les honneurs le 3 octobre 2005 au cimetière Donskoï à Moscou. Marina Grey décède le mois suivant, à Versailles.